# جزيرة دافيس
جزيرة ديفيس (بالإنجليزية: Davis Island) هي جزيرة كبيرة تقع في نهر المسيسيبي، وهي تمتد عبر مقاطعة وارن في ولاية مسيسيبي وأيضًا جزئيًا في مقاطعة ماديسون في ولاية لويزيانا. تقع الجزيرة على بعد حوالي 20 ميلاً جنوب غرب فيكسبيرغ. تبلغ مساحتها حوالي 30,000 فدان (120 كم²) حسب مستوى النهر وكانت في السابق شبه جزيرة تُسمى "ديفيس بيند"، بمساحة 11,000 فدان (45 كم²) من الأراضي السفلية الخصبة، محاطة من ثلاث جهات بنهر المسيسيبي.